# Сингапур (остров)
Сингапу́р (малайск. Pulau Ujong — «остров у оконечности полуострова») — главный остров государства Сингапур, составляет бо́льшую часть его территории. На острове проживает бо́льшая часть населения государства.

## География

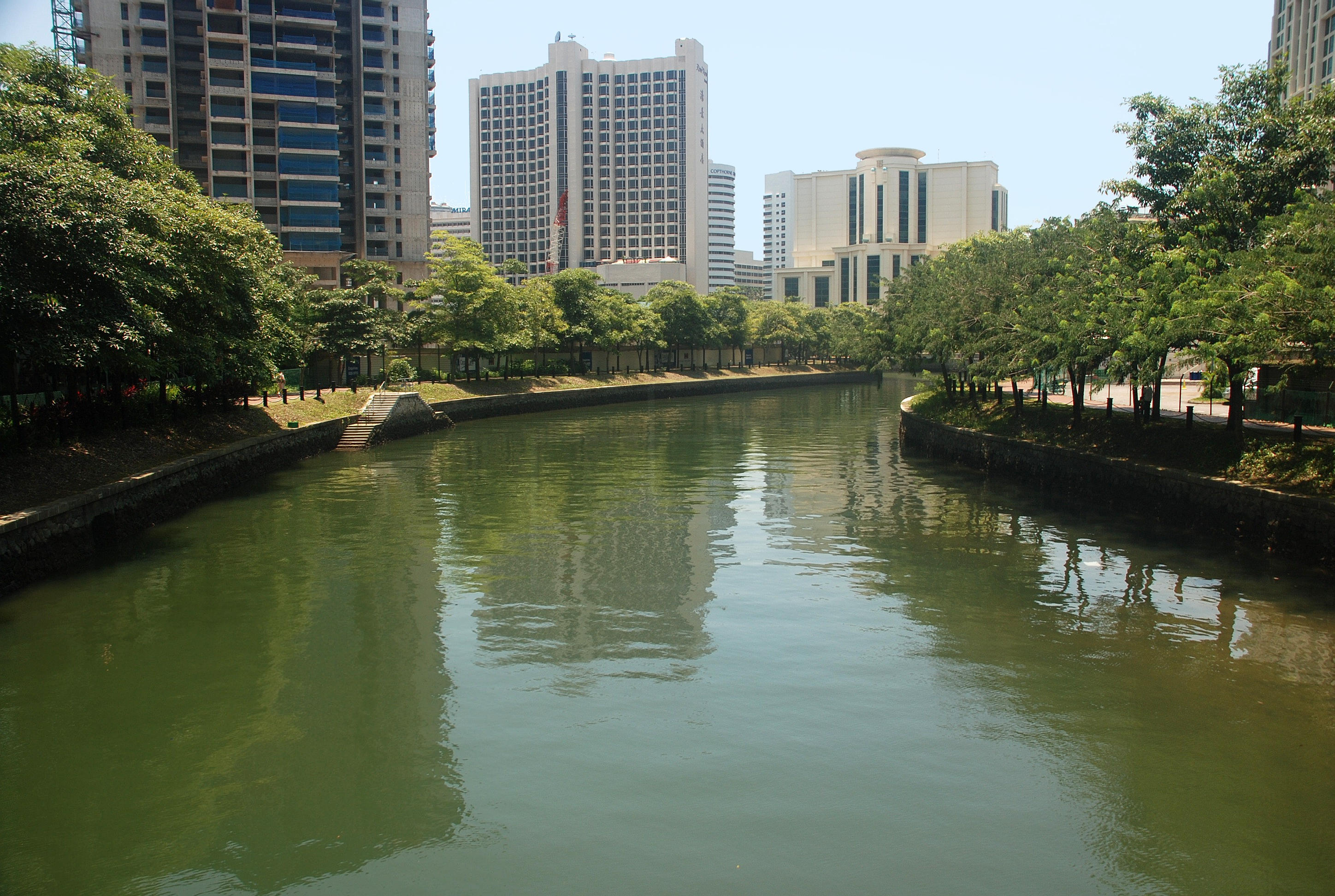
Река Сингапур

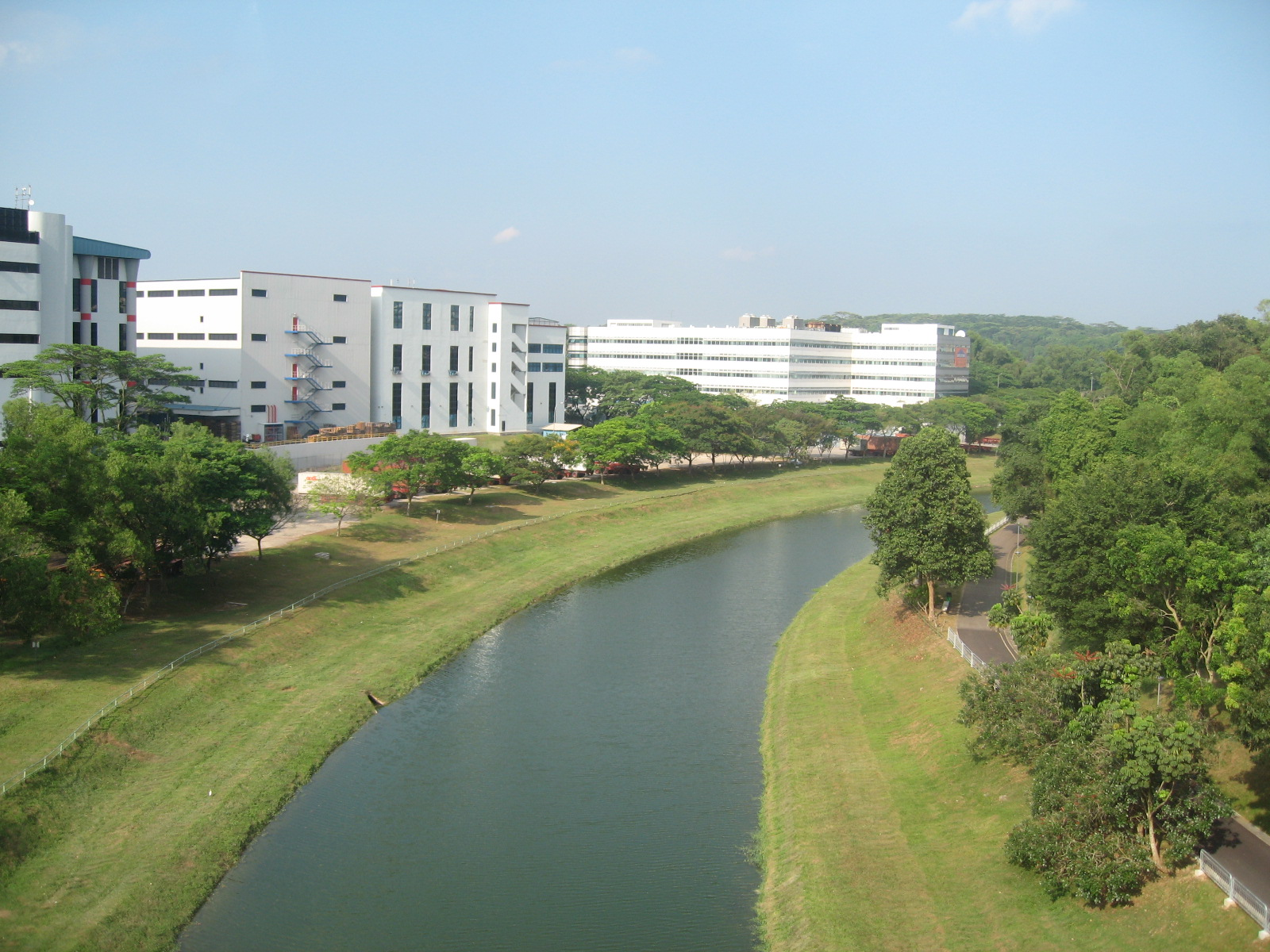
Река Сунгей Селетар

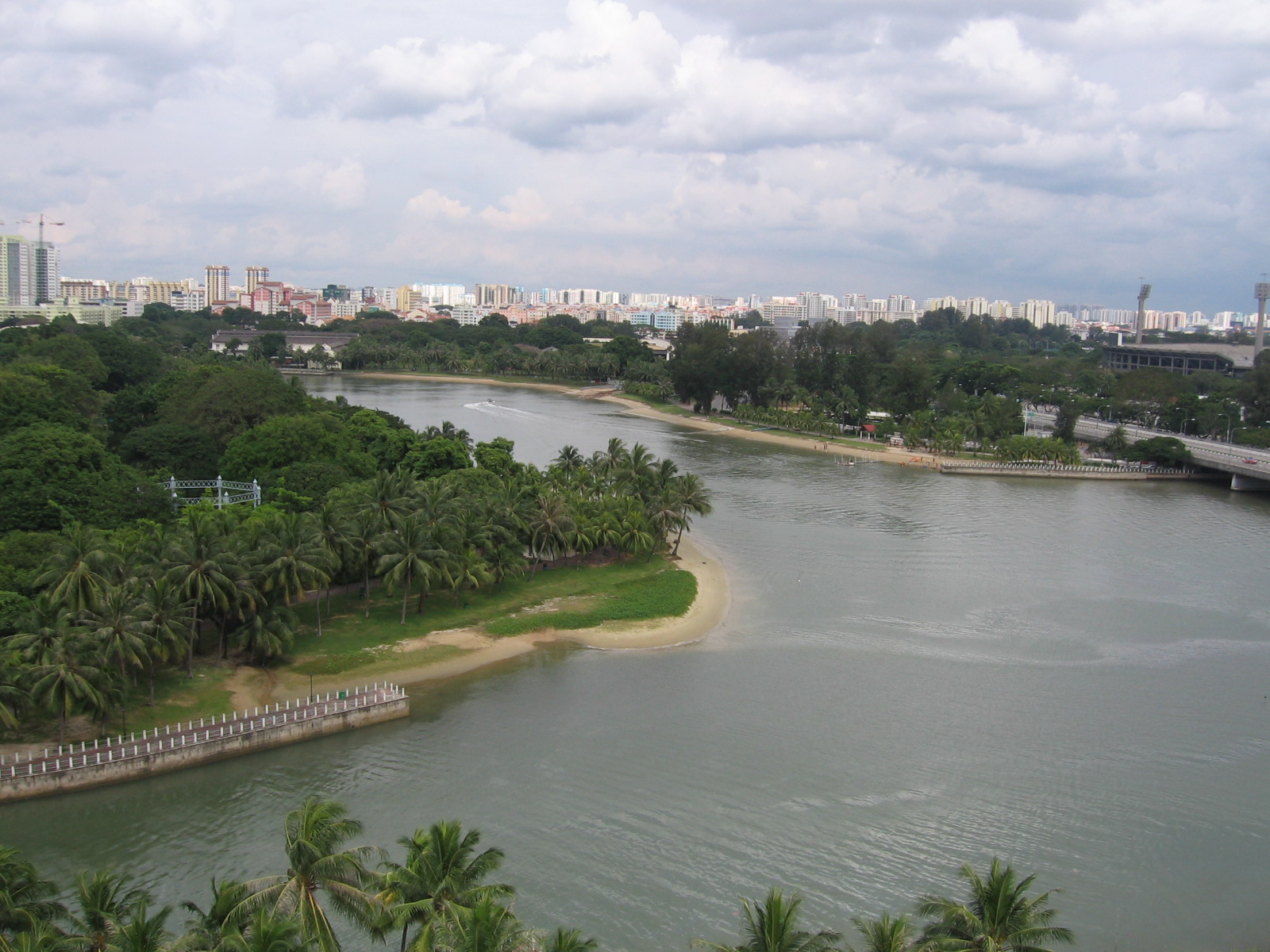
Река Калланг

Расположен в 137 км от экватора. Отделён от полуострова Малакка проливом Джохор шириной чуть более 1 км. На юге от Индонезии его отделяет Сингапурский пролив, соединяющий Индийский океан и Южно-Китайское море. Длина острова 42 км, ширина 23 км. Площадь 617,1 км². Сингапур — равнинный остров. Наиболее высокая его точка — холм Букит Тимах (164 м), расположен среди сохранившихся тропических лесов государства Сингапур. По острову протекает реки: Сингапур, длина которой составляет 3 км, Сунгей Селетар, протекает севернее, её длина 15 км. Также имеется река Калланг. На юге острова располагается город Сингапур.
В 15 км к западу от него расположен крупный индустриальный центр Джуронг.

## Транспорт
Сингапур связан двумя мостами с полуостровом Малакка. По ним проходит железная дорога и движется автомобильный транспорт. Кроме того, есть международный аэропорт Чанги, а также, паромное сообщение с соседними, принадлежащими Индонезии, островами Батам и Бинтан.